# Irving D. Yalom
Ivin D. Yalom , formado em medicina e psiquiatria, está há 47 anos na Universidade de Stanford.
Filho de imigrantes russos, é autor dos sucessos "Quando Nietzsche Chorou" , "A Cura de Schopenhauer" e "Mentiras no Divã" .